# Mexikoplatz

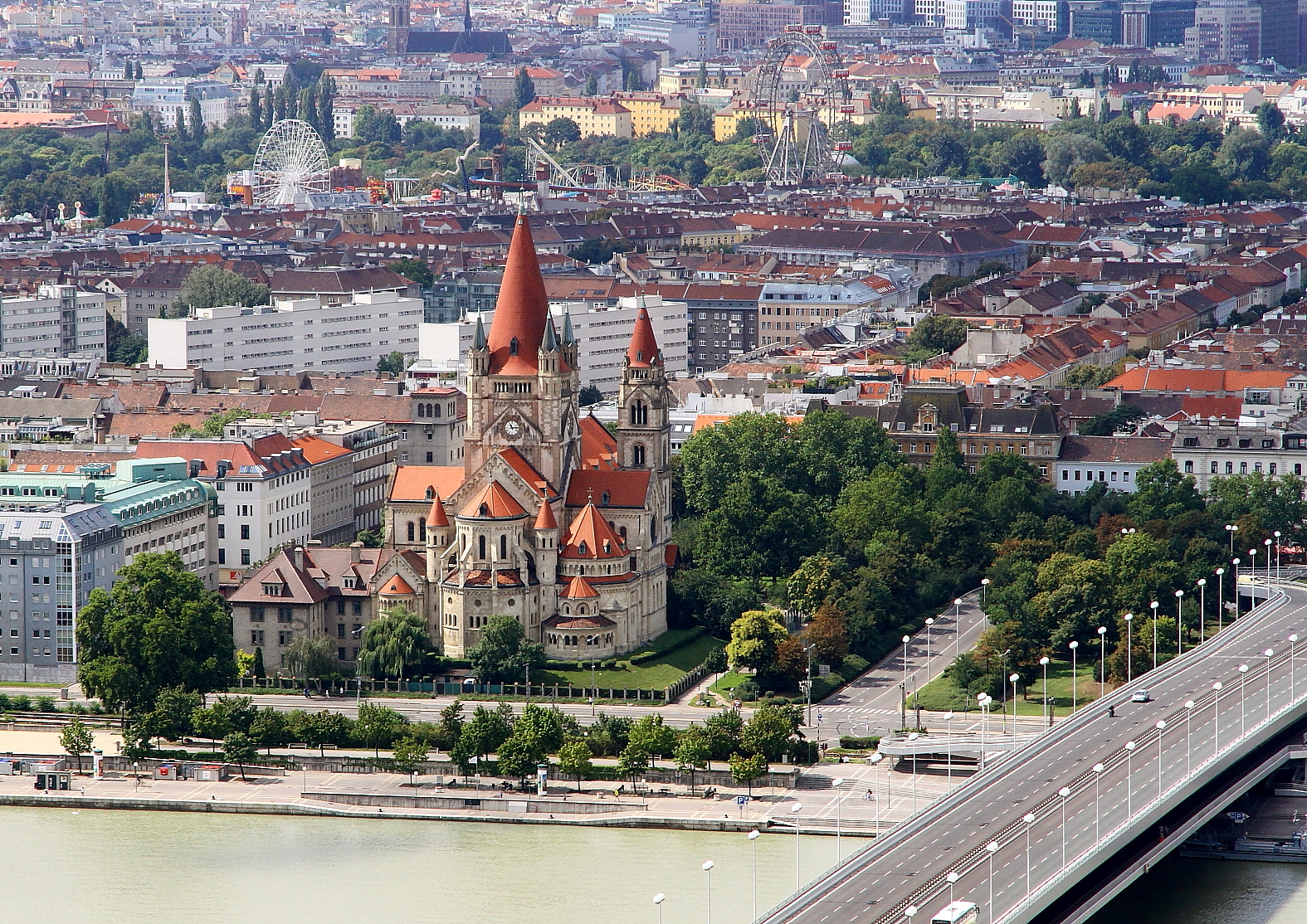
Het Mexikoplatz met de Franz von Assisi-Kirche

Het Mexikoplatz is een plein in de Oostenrijkse hoofdstad Wenen. Het plein bevindt zich aan de rechteroever van de Donau, aansluitend op de Reichsbrücke.
Het plein heette voorheen Erzherzog-Karl-Platz. In 1956 werd de naam veranderd ter ere van Mexico, dat in 1938 het enige land ter wereld dat bij de Volkenbond een officiële klacht indiende tegen de Anschluss. In 1985 is er een gedenksteen geplaatst die deze gebeurtenis herdenkt en drie jaar later schonk de Oostenrijkse regering een standbeeld aan Mexico-Stad.